# Alan Riou
Pour les articles homonymes, voir Riou.
Alan Riou, né le 2 avril 1997 à Lannion (Côtes-d'Armor), est un coureur cycliste français. Il est membre de l'équipe Saint Michel-Preference Home-Auber 93.

## Biographie
Après avoir pratiqué le football et à l'athlétisme, Alan Riou commence le cyclisme en 2010 en première année minime (14 ans). Il prend sa première licence au Team Côte de Granit Rose. 
Dans les jeunes catégories, il s'illustre en étant l'un des meilleurs cyclistes bretons. Lors de sa seconde année minimes, il gagne seize courses, parmi lesquelles le championnat de Bretagne. Il s'impose ensuite à  32 reprises dans les rangs cadets (moins de 17 ans), avec notamment une deuxième place au championnat de France en 2013.
En 2014, il se classe notamment cinquième de la Ronde des vallées et neuvième du championnat de France juniors (moins de 19 ans). L'année suivante, il termine troisième de Kuurne-Bruxelles-Kuurne juniors, quatrième de la Ronde des vallées, sixième du championnat de France, septième d'Aubel-Thimister-La Gleize et dixième de la Classique des Alpes juniors. Il intègre ensuite le Team Pays de Dinan en 2016, pour ses débuts espoirs (moins de 23 ans). Bon puncheur, il s'impose notamment sur le Grand Prix de la Tomate, dernière manche de la Coupe de France DN3. 
Lors de la saison 2017, il se distingue dans sa région natale en obtenant cinq victoires. À partir du mois d'aout, il devient stagiaire dans la structure Fortuneo-Oscaro. Il s'illustre rapidement en terminant sixième du Grand Prix de la ville de Nogent-sur-Oise puis troisième du Grand Prix d'Isbergues, après une longue échappée. Ces performances lui permettent finalement de signer un premier contrat professionnel avec les dirigeants de Fortuneo. Il est prévu qu'il rejoigne l'effectif de la formation bretonne à partir de 2019. Dans le même temps, il termine ses études en obtenant un BTS en électrotechnique.
En 2018, il réalise une dernière saison chez les amateurs. Il obtient neuf victoires au niveau individuel, notamment en Coupe de France DN2. En août, il remporte une étape et porte durant quatre jours le maillot jaune du Tour de l'Avenir, sous les couleurs de l'équipe de France espoirs.

## Palmarès

### Palmarès amateur
- 2011
  -  Champion de Bretagne sur route minimes
- 2013
  - 3e du championnat de France sur route cadets
- 2014
  - 3e du Trophée Sébaco
  - 3e de la Flèche Plédranaise
- 2015
  - 2e étape du Grand Prix Fernand-Durel
  - 2e du Trophée Sébaco
  - 3e de Kuurne-Bruxelles-Kuurne juniors
  - 3e de la Ronde du Printemps
  - 3e de la Flèche Plédranaise
- 2016
  - Critérium de Bricquebec
  - Grand Prix de la Tomate
- 2017
  - 1re étape de la Flèche d'Armor
  - 3e étape du Tour du Pays de Lesneven
  - Classement général du Circuit du Mené
  - Ronde du Viaduc
  - 2e étape de l'Estivale bretonne
  - 2e du Tour des Deux-Sèvres
  - 2e de l'Estivale bretonne
  - 3e de la Flèche d'Armor
  - 3e du Tour du Pays de Lesneven
  - 3e du Grand Prix d'Isbergues
- 2018
  - Circuit du Morbihan
  - Tour du Pays de Lesneven :
    - Classement général
    - 1re et 2e (contre-la-montre par équipes) étapes

  - La Gainsbarre
  - Tour du Lot-et-Garonne
  - 1re étape des Boucles Nationales du Printemps
  - 2e étape du Tour de la CABA (contre-la-montre par équipes)
  - Ronde du Viaduc
  - 4e épreuve de la Ronde finistérienne
  - 2e étape de l'Estivale bretonne
  - 2e étape du Tour de l'Avenir
  - 2e des Boucles Nationales du Printemps
  - 3e des Trois Jours de Cherbourg

### Palmarès professionnel
- 2021
  - Classic Loire-Atlantique
  - 2e de Paris-Troyes

## Résultats sur les grands tours

### Tour d'Italie
2 participations
- 2023 : 116e
- 2024 : 142e

## Classements mondiaux
| Année                                 | 2016  | 2017 | 2018  | 2019  | 2020  | 2021 | 2022  |
| ------------------------------------- | ----- | ---- | ----- | ----- | ----- | ---- | ----- |
| Classement mondial                    | 2766e | 795e | 1710e | 2065e | 1965e | 348e | 2141e |
| UCI Europe Tour                       | 1849e | 499e | 1119e | 1349e | 1434e | 294e | 1346e |
|                                       |       |      |       |       |       |      |       |
| Légende : nc = non classéSource : UCI |       |      |       |       |       |      |       |